# Nemaschema mulsanti
Nemaschema mulsanti är en skalbaggsart som beskrevs av Benoit-Philibert Perroud 1864. Nemaschema mulsanti ingår i släktet Nemaschema och familjen långhorningar. Inga underarter finns listade i Catalogue of Life.